# Rambla Carbonera
La rambla Carbonera es una corriente de agua discontinua del interior de la provincia de Castellón, que recorre la comarca del Alto Maestrazgo para en último lugar confluir con el río Monleón y dar lugar al nacimiento de la rambla de la Viuda.

## Curso
La rambla nace en la vertiente sur de la cima de Muela de Ares, y discurre en dirección sur por toda la comarca del Alto Maestrazgo hasta llegar a la altura del municipio de Benasal, donde en dirección este abandona los escarpados terrenos del Maestrazgo para entrar en los llanos de Albocácer. Dejando por el este a la Sierra Engarcerán y a la Esparreguera por el oeste, la rambla vuelve a tomar dirección sur para confluir finalmente con el río Monleón, (a la altura de los términos municipales de Culla, Sierra Engarcerán, y Useras), donde debido a la unión de ambas corrientes nace la rambla de la Viuda, un afluente del río Mijares.